# 东山民居
31°02′58″N 120°21′41″E / 31.04944°N 120.36139°E
东山民居位于中国江苏省苏州市吴中区东山镇，包括怀荫堂、明善堂、凝德堂，2006年被列为第六批全国重点文物保护单位。

## 历史
- 怀荫堂：位于杨湾村，据形制推断其建筑年代约在明代中期，现存门楼、楼屋及两厢。
- 明善堂：位于杨湾村，建筑年代不详，形制为明代建筑，保存较完整，有大厅、花厅、书房、客房、佛楼等建筑，其砖雕、木雕、彩绘俱佳，其中砖雕尤为精美。
- 凝德堂：位于翁巷村殿新村，是明末名医吴有性的故居，现存门屋、仪门、大厅、书楼、客房等建筑，室内的88幅苏式彩绘工艺精湛，保存良好。[1]